# 同徳県
同徳県（どうとく-けん）は中華人民共和国青海省海南チベット族自治州に位置する県。

## 主な出来事
- 2024年4月1日 - 同徳県と瑪沁県の境を流れる黄河に設けられた瑪爾擋水力発電所が送電を開始。発電所の設備容量232万キロワット[1]。

## 行政区画
- 鎮:尕巴松多鎮、唐谷鎮
- 郷:巴溝郷、秀麻郷、河北郷